# Мукшинка
Мукшинка — река в России, протекает по Якшур-Бодьинскому району Удмуртской Республики. Правый приток реки Малый Иж, бассейн Камы.

## География
Мукшинка начинается в лесу, северо-восточнее районного центра Якшур-Бодья. Течёт на восток, в деревне Мукши поворачивает на юго-восток. На правом берегу деревня Дмитриевка, на левом — Кутоншур. Мукшинка впадает в Малый Иж в 11 км от устья последнего. Длина реки составляет 13 км.

## Данные водного реестра
По данным государственного водного реестра России относится к Камскому бассейновому округу, водохозяйственный участок реки — Иж от истока и до устья, речной подбассейн реки — бассейны притоков Камы до впадения Белой. Речной бассейн реки — Кама.
Код объекта в государственном водном реестре — 10010101212111100026913.